# Beck – Invasionen
Beck – Invasionen är en svensk thriller från 2015 som hade premiär på Video on Demand på filmkanalen C More First den 21 mars 2015. Detta är den tredje filmen i den femte omgången med Peter Haber och Mikael Persbrandt i huvudrollerna.

## Handling
Kropparna efter två begravda män hittas och trots idoga försök går de inte att identifiera. När sedan ytterligare en man mördas tar utredningen fart och spåren leder till en islamistisk terrorcell. Allt eftersom fallet fortlöper visar spåren att ett byggföretag, som med största sannolikhet erbjuder svart arbetskraft, har något med fallet att göra.

## Rollista[2]
- Peter Haber - Martin Beck
- Mikael Persbrandt - Gunvald Larsson
- Jonas Karlsson - Klas Fredén
- Måns Nathanaelson - Oskar Bergman
- Ingvar Hirdwall - Valdemar, grannen
- Rebecka Hemse - Inger
- Anna Asp - Jenny Bodén
- Elmira Arikan -  Ayda Çetin
- Åsa Karlin - Andrea Bergström
- Anu Sinisalo - Gunilla Urst
- Sofia Zouagui - Petra Widell
- Alexej Manvelov - Jamil
- Simon Norrthon - Thomas Engberg
- Nina Filimoshkina - Dusanka
- Niklas Jarneheim - Peter Norrman
- Dibo W Kling - Ahmen
- Miran Kamala - Ibrahim Khayed
- Olle Sarri - Tobias Helm
- Oliver Krstic - Chaufför
- Naida Ragimova - Städerska
- Richard Sseruwagi - Imam Ali Yusuf Boudin
- Marko Ivkovich - Uniformerad polis
- Jacob Nordenson - Janne
- Letitia Ward - Läkare
- Oliver Djadan - Sixten
- Sam Mörner-Almgren - Hjalmar
- Dominik Henzel - Nätbutiksägare